# Juliaan De Vriendt
Juliaan de Vriendt (Gent, 20 augustus 1842 – Oude God, 20 april 1935) was een Belgische kunstschilder en politicus.

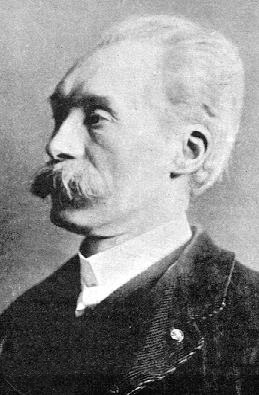
Juliaan De Vriendt

## Familiale achtergrond
Juliaan (Julien) Joseph de Vriendt werd geboren in een kunstenaarsfamilie.
Zijn vader, sieraadschilder Jan Bernard de Vriendt (1809-1868), slaagde erin de financiële situatie van de familie aanzienlijk te verbeteren, dankzij zijn talent en werklust. Van huis uit waren de De Vriendts zeer begaan met de Vlaamse kunst en taal. Na diens dood ging het gezin in Schaarbeek wonen.

## Carrière
Juliaan studeerde van 1856 tot 1863 de academie van Gent, later studeerde hij van 1863 tot 1865 aan die van Antwerpen, onder meer bij Nicaise De Keyser. Al zeer vroeg had hij succes met zijn religieuze en geschiedkundige doeken. Bovendien wordt hij beschouwd als een van beste portretschilders van zijn tijd.
Samen met zijn broer, Albrecht De Vriendt (1843-1900), die ook kunstschilder was, reisde hij in 1880 naar Italië. Ze trokken ook naar Palestina, Syrië en Egypte. Deze studiereis heeft een grote invloed gehad op het werk van de twee broers.
In 1881 huwde hij met Clémentine Joséphine Delloye (1850-1929), uit de bankiersfamilie Delloye-Tiberghien, met wie hij zes kinderen heeft gehad, waaronder Samuel De Vriendt, die eveneens schilder werd. Hun dochter Marie werd de vrouw van de schrijver August Van Cauwelaert en de schoonzus van de Antwerpse burgemeester Frans Van Cauwelaert.

## De schilder
Van 1886 tot 1894 was hij leraar aan het Hooger Instituut voor Schoone Kunsten in Antwerpen. In 1900 of 1903 volgde hij zijn broer Albrecht op als bestuurder van de academie van Antwerpen, welke functie hij tot 1923 bleef vervullen.
Als kunstschilder werkte hij, net als zijn broer, in de traditie van Hendrik Leys. Hij trad voor het eerst naar voren in 1864 met het werk Magdalena door de engelen begraven. Een ander bekend werk was De opwekking van de dochter van Jaïrus. 
Hij muntte uit als portretschilder, in religieuze en historische taferelen en in monumentale muurschilderingen, zoals die in het Antwerpse gerechtsgebouw van 1891 en in het Stadhuis van Brugge van 1904 en 1905. Er bevinden zich eveneens werken van hem in de Senaat en in het oude Justitiepaleis van Antwerpen.
Vanaf 1903 wijdde hij zich volledig aan de kunst en het kunstonderwijs.

## Vlaamse Beweging
Vanaf 1870 leverde hij een aantal bijdragen over het nationale element in de kunst, onder meer op het Nederlandsch Taal- en Letterkundig Congres tijdens dat jaar en in de tijdschriften De Vlaamsche Kunstbode en De Zweep. Hij deed dit soms onder het pseudoniem "J. Floris" (verwijzing naar het beroemde Antwerpse schildersgeslacht 'de Vriendt genaamd Floris').
In 1889 engageerde hij zich actief in de Vlaamse Beweging, meer bepaald in de Vlaamsche Bond van het arrondissement Brussel en in de in Schaarbeek opgerichte vereniging Vlaamsch en Vrij, waarvan hij voorzitter werd. Hij werkte ook mee met het Vlaams Nationaal Verbond en zetelde in in het bureau van de Vlaamse landdagen.

## Politicus
In 1890 was De Vriendt kandidaat voor de gemeenteraadsverkiezingen in Schaarbeek en in 1892 voor de provincieraadsverkiezingen in Brabant. Beide pogingen mislukten. In oktober 1894 werd hij verkozen in de Kamer van volksvertegenwoordigers als kandidaat van de Brusselse katholieke Vlamingen.
In november 1894 hield hij zijn 'maiden speech' in het Nederlands en zou voortaan consequent in deze taal zijn tussenkomsten houden. Zijn tussenkomsten en voorstellen hadden betrekking op het gebruik van het Nederlands voor de militaire rechtbanken (waarvoor hij in februari 1895 een wetsvoorstel indiende), de invoering van het Nederlands als voornaamste taal in de lagere scholen in Vlaanderen (augustus 1895), de vaststelling van de gemeenten als Vlaams of Waals, meer bepaald wat betreft de Brusselse Randgemeenten (februari 1896), het taalgebruik in de Brusselse trams (juli 1899), het taalgebruik bij de Nationale Bank (januari 1900) en de vernederlandsing van het hoger onderwijs (april 1900)
Samen met Edward Coremans lag hij aan de basis van de in 1898 uitgevaardigde Gelijkheidswet. De Vriendt nam al in 1895 een eerste initiatief door het neerleggen van een wetsvoorstel op de gelijkberechtiging van beide talen in de wetgevende arbeid. Deze wet, na heel wat discussie in 1898 goedgekeurd, zorgde ervoor dat het Nederlands, naast het Frans, als officiële taal erkend werd in België. Dit werd begroet als een essentiële gebeurtenis in de taalstrijd.
In 1900 besloot hij echter om zich weer te concentreren op "zijn kunst", zoals hij uiteenzette in zijn afscheidsrede in het Parlement. Tot in 1903 bleef De Vriendt nog actief in de Vlaamsgezinde Brusselse verenigingen, maar ging zich toen in Antwerpen vestigen.
In 1907 werd hij lid van de Koninklijke Vlaamse Academie van België voor Wetenschappen en Kunsten.

## Eerste Wereldoorlog
Tijdens de Eerste Wereldoorlog hield De Vriendt zich ver van het activisme, dat hij openlijk afkeurde. Hij was dan wel een verdediger van de Vlaamse zaak, maar was een voorstander van een unitair België. Zijn twee zoons streden aan het front.
Hij ondertekende met Louis Franck een protestbrief naar aanleiding van de heropening van de universiteit van Gent, met het Nederlands als voertaal.
Voor het overige bleef hij politiek volledig afzijdig.

## Eretitels
Juliaan de Vriendt was onder meer Grootofficier in de Leopoldsorde en Commandeur in de Orde van Sint-Sava van Servië.

## Adel?
Door de fantasierijke genealoog Charles Poplimont werd een genealogie opgemaakt die de familie verbond met een adellijk geslacht de Vriendt, dat door de eeuwen heen politiek en kunst steeds hoog in het vaandel zou hebben gedragen.
In de stad Gent zijn sporen van het geslacht terug te vinden: wapenschilden o.a. in de Predikherenkerk maar ook in naslagwerken en nobiliaires vindt men deze familie terug. Een van de bekendste telgen van de familie was jonkheer Maximiliaan de Vriendt (kasteel van Terveren 1559 - Gent 1614), die een geprezen dichter, humanist en vriend van Justus Lipsius en Daniël Heinsius was en bovendien politiek actief was als Pensionaris en Secretaris van Gent. Deze familie de Vriendt draagt d'azur à trois merlettes d'argent (DE VEGIANO, Nobiliaire des Pays-Bas et du Comté de Bourgogne).
De afstamming vanuit deze familie in hoofde van de 19de-eeuwse kunstenaarsfamilie is allesbehalve zeker.

### Betreffende adellijke familie
- DE VEGIANO, Nobiliaire des Pays-Bas et du Comté de Bourgogne
- KERVYN de VOLKAERSBEKE, Inscriptions funéraires et monumentales de la province de la Flandre Orientale (Hebbelinck, 1858)
- POPLIMONT, Charles Emmanuel Joseph, La Belgique héraldique.

- Gemeinsame Normdatei: 117452041
- International Standard Name Identifier: 0000 0000 6678 8436
- RKD-Nederlands Instituut voor Kunstgeschiedenis: 21119
- Union List of Artist Names: 500042637
- Virtual International Authority File: 74630550
- WorldCat: E39PBJdgTJgM8fRwBxQKFYmDbd